# Priboj (općina)
Općina Priboj (srpski: Општина Прибој) je općina u Zlatiborski okrugu u jugozapadnoj Srbiji na granici s Crnom Gorom i Bosnom i Hercegovinom. Središte općine je naselje Priboj.

## Stanovništvo
Prema popisu stanovništva iz 2002. godine općina je imala 30.377 stanovnika, većinsko stanovništvo su Srbi (75 %) s bošnjačkom manjinom (18%) .

## Naselja u općini
Banja • Batkovići • Brezna • Bučje • Dobrilovići • Živinice • Zabrđe • Zabrnjica • Zagradina • Zaostro • Jelača • Kalafati • Kaluđerovići • Kasidoli • Kratovo • Krnjača • Kukurovići • Mažići • Miliješ • Plašće • Požegrmac • Priboj • Pribojska Goleša • Pribojske Čelice • Rača • Ritošići • Sjeverin • Sočice • Strmac • Hercegovačka Goleša • Crnugovići • Crnuzi • Čitluk

## Vanjske poveznice
- Informacije o općini